# Iglesia del Sagrado Corazón (Málaga)
La iglesia del Sagrado Corazón está situada en la Plaza de San Ignacio de Loyola del centro histórico de Málaga, España. 
Es una obra neogótica construida en 1920, según el proyecto trazado en enero de 1907 por el arquitecto Fernando Guerrero Strachan, por encargo de los jesuitas. 
Tiene planta basilical, dividida en tres naves y cubierta de bóveda de nervios. Destaca el crucero, de planta octogonal y bóveda estrellada. El coro se sitúa a los pies de la nave central de mayor altura y anchura que las laterales. En ella se encuentra la tumba del beato Tiburcio Arnaiz.
La plaza donde se ubica al oeste de la Calle Compañía, cerca del edificio del Palacio de Villalón sede del Museo Carmen Thyssen.
La iglesia fue sede de la Archicofradía de los Dolores de San Juan, durante el tiempo que su ubicación original, la Iglesia de San Juan, estaba siendo restaurada. Actualmente reciben en ella culto los titulares de la Hermandad de la Clemencia tras el cierre del Sagrario.
En ella se puede observar la obra pictórica de Apolo Párkinson Molinari, pintor de las vidrieras de estilo Gótico que rodean la iglesia.

## Galería de imágenes

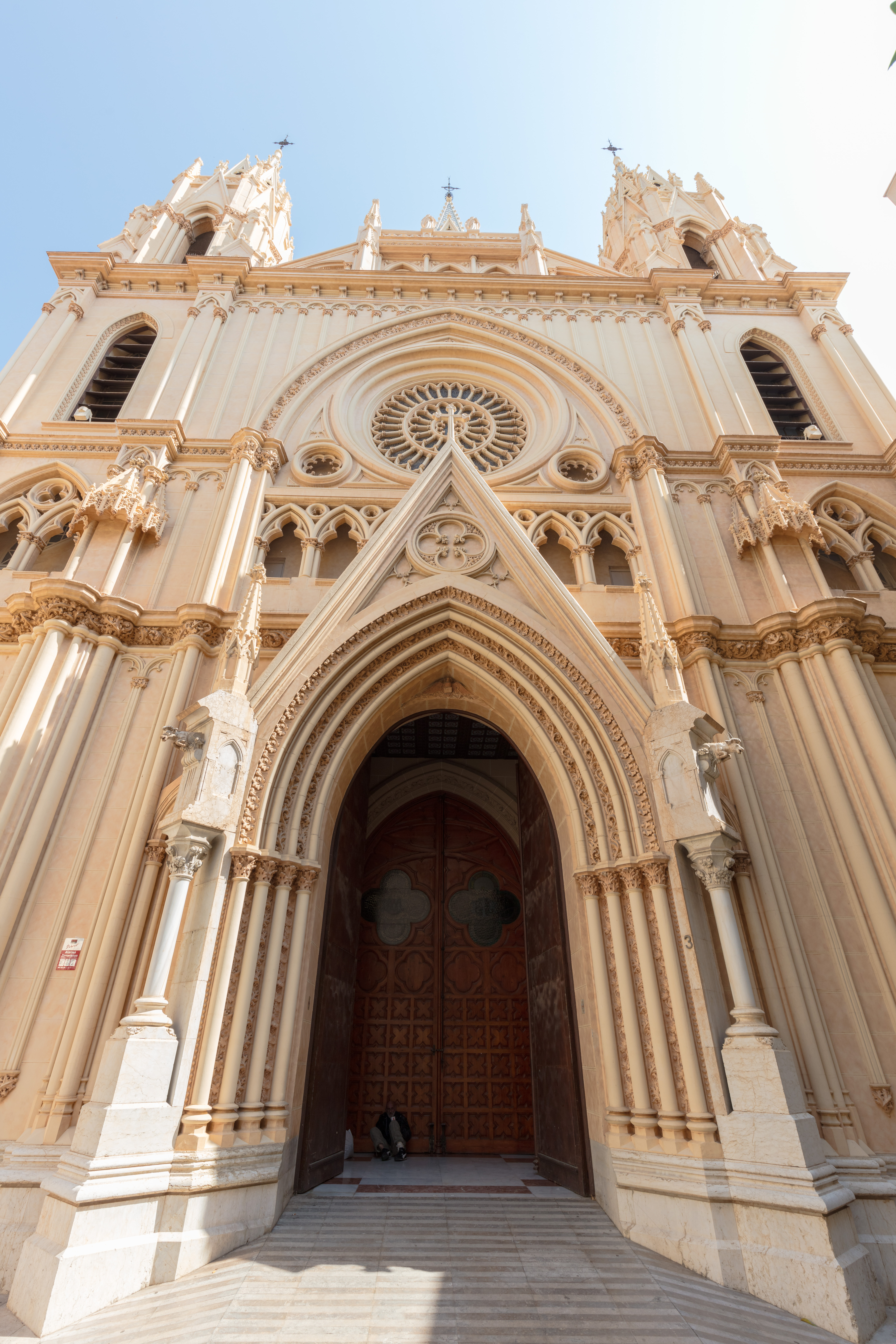
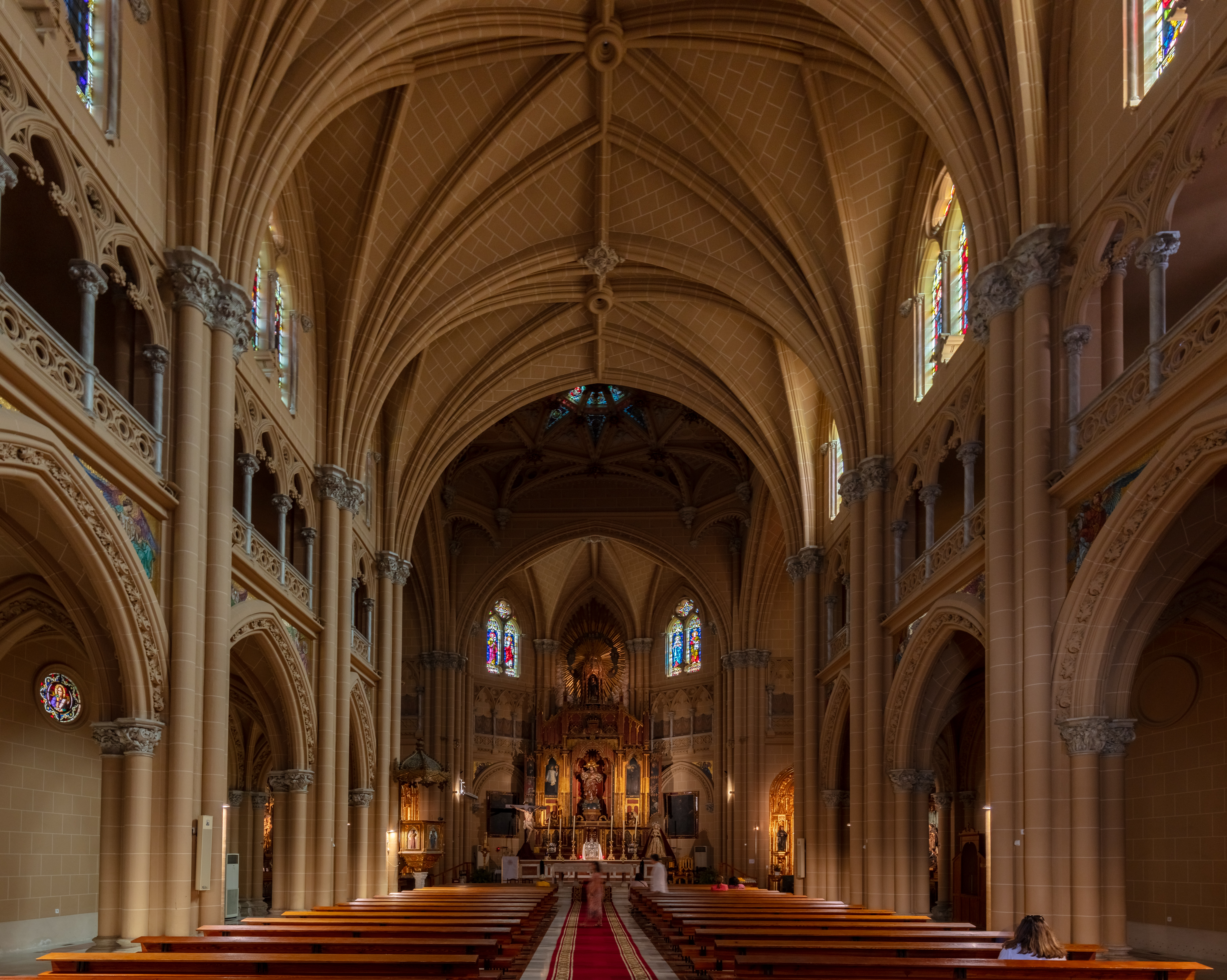
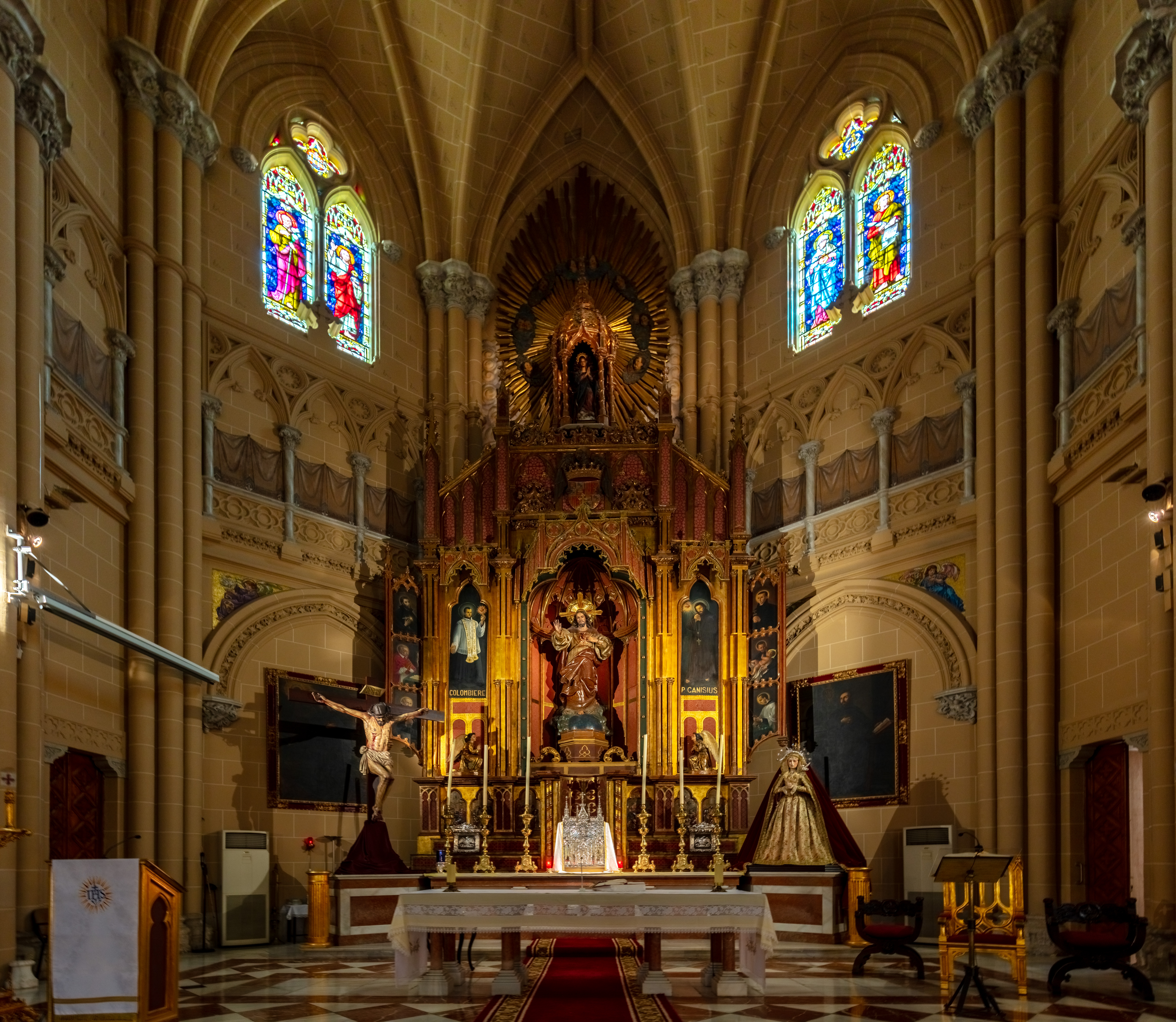
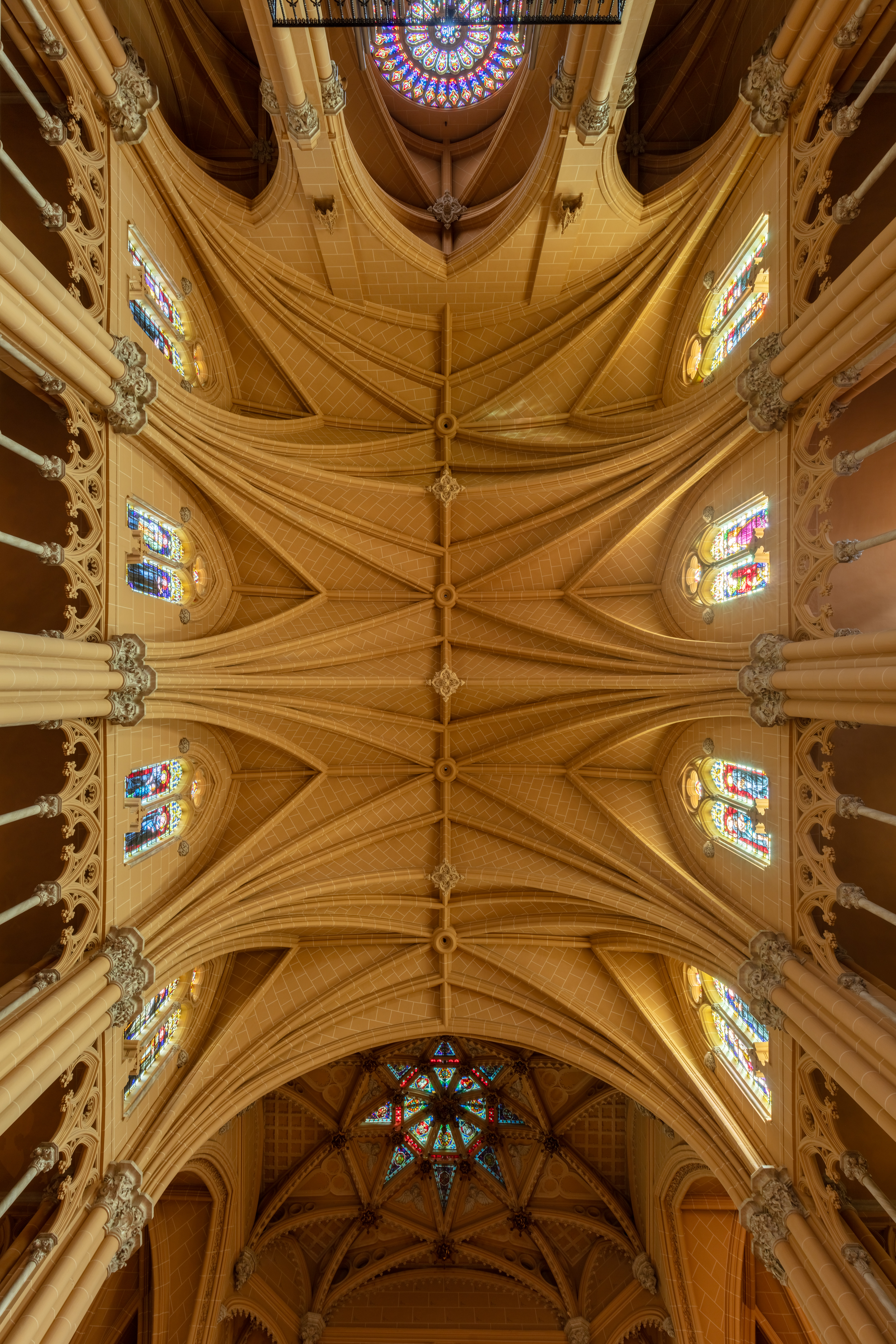
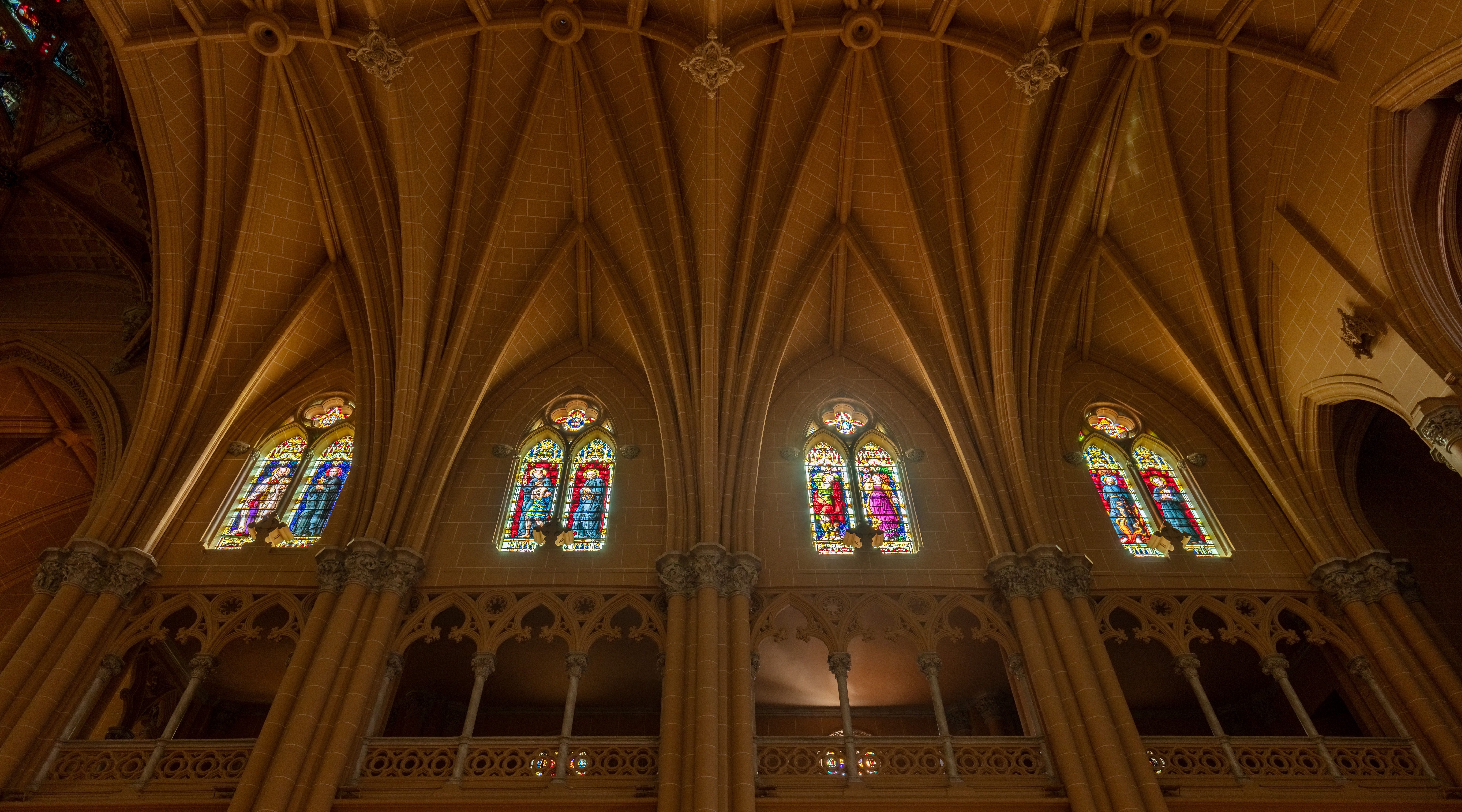